# Mihály Kaszperek
Dans le nom hongrois Kaszperek Mihály, le nom de famille précède le prénom, mais cet article utilise l’ordre habituel en français Mihály Kaszperek, où le prénom précède le nom.
Mihály Kaszperek (en allemand Michael Kasparek ou Caspareck) est le nom d'un Hongrois décédé en 1718 et suspecté de vampirisme par les autorités locales.
Au XVe siècle, les épidémies de peste sont l'occasion pour la population (surtout en Europe de l’Est) d'une véritable frénésie anti-vampire. En Moravie, l'évêque d'Olmütz, devant la multiplication des plaintes des villageois de la région, mit sur pied des commissions d'enquêtes. Michael Caspareck est le premier cas de vampirisme établi, et étudié dès l'année de sa mort, en 1718. Son cas fit en effet l'objet d'une enquête officielle dans la région en Hongrie.

## Légende et roman
Au début du XVIIIe siècle, une histoire étrange terrifie la ville de Lubló en Hongrie (en allemand Lublau, aujourd'hui Ľubovňa en Slovaquie), dans la région de Szepes (en allemand Zips, en slovaque Spiš), qui à l'époque était remise en gage à la Pologne. Dans cette ville où le commerce du vin est florissant depuis des siècles, en 1718 Mihály Kaszperek, commerçant très connu en vins de Tokay, est accusé de vol au cours d'un procès. L'homme meurt de façon inattendue, mais après sa mort on dit que son fantôme vient rendre visite tous les soirs à sa belle veuve. Les citoyens de Lubló, superstitieux, déterrent le mort, le décapitent et le brûlent en public. Les chroniqueurs décrivent ce cas avec tout le pittoresque approprié, ainsi un compte-rendu de l'époque écrit : « Même en plein jour, ce vampire dévastateur molestait affreusement les voyageurs passant dans la ville et les serviteurs, attaquait les travailleurs des champs, mettait le feu aux maisons de la ville. Il prenait aux débiteurs leur argent et rendait leur dette à leurs prêteurs. » Comme d'habitude avec ce genre de légendes, ceux qui racontent l'histoire la transmettent en la modifiant à leur convenance.
Ferenc Vilsinszky, notaire de la ville, écrit en polonais cette histoire l'année même des événements dans le codex Liber Actorum conservé dans les archives de la ville, en y joignant les comptes-rendus d'audience officiels. Cinq ans plus tard, en 1723, l'écrivain et savant Matej Bel (en hongrois Bél Mátyás) parle de cette légende dans son Prodromus, ouvrage sur l'histoire et la géographie de la Hongrie. La légende de Kaszperek figure également dans le roman II. Rákóczi Ferenc (François II Rákóczi) de Miklós Jósika en 1861. Mais c'est le grand romancier hongrois Kálmán Mikszáth qui, dans Kísértet Lublón (« Fantôme à Lubló », 1892-93), rend populaire cette histoire de fantôme en lui donnant une explication rationnelle qui ne faisait pas partie de la légende d'origine : dans le roman, le monde de la superstition et celui de la raison entrent en collision, et de nombreux protagonistes « prennent pour argent comptant » ce qui n'existe pas en réalité, les méfaits du fantôme, si bien qu'ils ne se rendent pas compte des agissements réels et inquiétants d'une bande de faux-monnayeurs.